# Asfaltomylos
Asfaltomylos — викопний рід примітивних ссавців підкласу Australosphenida з юрського періоду Аргентини. Типовим і єдиним видом є Asfaltomylos patagonicus, відновлений і названий на честь формації Cañadón Asfalto, басейн Cañadón Asfalto провінції Чубут, Патагонія.

## Додаткова література
- G. W. Rougier, A. G. Martinelli, A. M. Forasiepi and M. J. Novacek. 2007. "New Jurassic Mammals from Patagonia, Argentina: A Reappraisal of Australosphenidan Morphology and Interrelationships". American Museum Novitates (3566) 1–54
- Martin, T. & Rauhut, O. W. M. 2005. "Mandible and dentition of Asfaltomylos patagonicus (Australosphenida, Mammalia) and the evolution of tribosphenic teeth". Journal of Vertebrate Paleontology 25 (2): 414–425.
- Rauhut, O. W. M., Martin, T., Ortiz-Jaureguizar, E. & Puerta, P. 2002. "A Jurassic mammal from South America". Nature 416: 165–168.